# Хантец
Хантец је сленг којим говоре становници града Брна.
Развио се током XVIII и XIX века мешањем чешког језика какав се говори у Моравској са језицима других насељеника у Брну, посебно Немаца.
Оригинални Хантец данас говоре само старији људи, али је доста речи и израза ушло у говор становника Брна.

## Примери
Најпознатији пример је реч трамвај која се у чешком изговара исто као и у српском језику (а и многим другим језицима).
У Хантецу се употребљава реч шалина.
Тако се и новине које издаје градски превозник у Брну зову Шалина.
Реч потиче од исквареног немачког израза електрише лине (електрична линија), и генерално се употребљава за све електричне линије (на пример у стану).
Реч сунце се у чешком изговара слунце, док је у Хантецу зонцна.
Реч нога је на чешком ноха, а у Хантецу хабровка.